# Portois & Fix

Firmenfestschrift von Portois & Fix zum 25-Jahre-Jubiläum

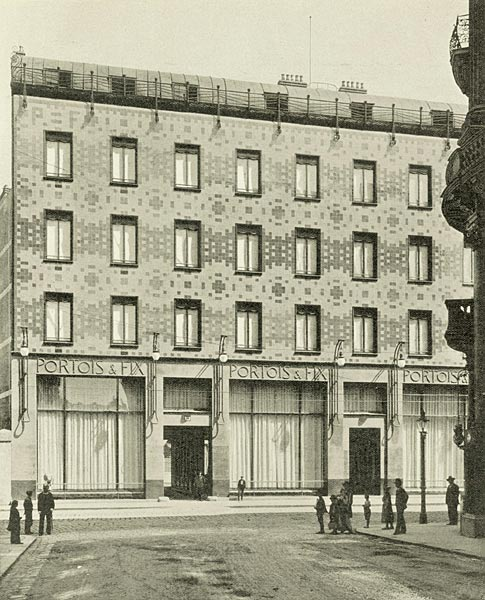
Firmensitz an der Ungargasse, von Max Fabiani 1901 errichtet

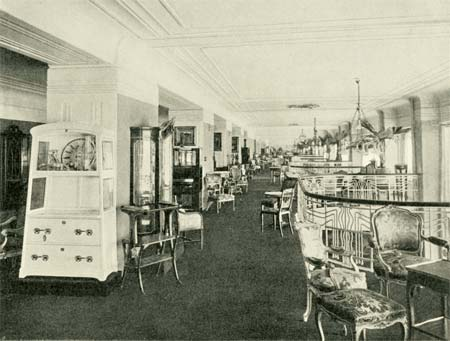
Galerie und Verkaufsräume im Portois & Fix-Haus an der Ungargasse (1906)

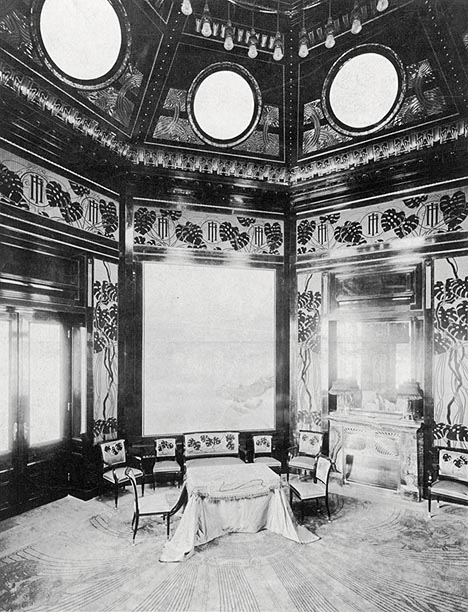
Innenansicht des kaiserlichen Hofpavillon in Hietzing, von Portois & Fix eingerichtet (1899)

Portois & Fix war ein bedeutender Möbelbauer und Innenausstatter in Österreich-Ungarn. Gegründet wurde das Unternehmen 1881 vom Wiener Tapezierermeister Anton Fix und dem Franzosen (anderen Quellen zufolge Brüsseler) August Portois.

## Geschichte
Johann Fix gründete 1842 eine Tapezierwerkstatt in der Heumühlgasse 20 im 4. Bezirk in Wien. Sein Sohn Anton übernahm 1872 den Betrieb. In der Blütezeit der Firma stattete Fix Wohnungen der Ringstraßenbauten aus. Bei der Weltausstellung 1873 erhielt Fix mehrere Auszeichnungen.
Im Jahr 1881 schlossen sich Anton Fix und der Möbelhersteller August Portois zu einem Unternehmen zusammen und waren somit in der Lage, komplette Wohnungseinrichtungen anzubieten. 1884 wurde die Möbelproduktion amtlich registriert.
1883 war das Unternehmen bei der Internationalen Elektrischen Ausstellung in Wien vertreten. Es folgten Aufträge aus Deutschland, Russland, der Türkei, der Schweiz, Italien und Ägypten. Die beiden Unternehmer eröffneten Dependancen in London, Mailand, Paris, Breslau, Budapest, Kairo, Karlsbad, Bombay, Bukarest, Konstantinopel und Turin. 1892 wurde in Stadlau eine „garde meuble“ errichtet, wo Kunden ihre Möbel lagern und reparieren lassen konnten. Kunden waren der kaiserliche Hof, kaiserliche und königliche Hoheiten, Adel, Großindustrielle, gehobenes Bürgertum sowie Unternehmen. Zu seinen Glanzzeiten beschäftigte das Unternehmen rund 700 Angestellte. August Portois zog sich 1892 aus dem Unternehmen zurück und kehrte nach Frankreich zurück, er verstarb 1895.
Der Architekt Max Fabiani errichtete von 1897 bis 1901 den Unternehmenssitz an der Ungargasse 59–61, im 3. Wiener Bezirk (Haus Portois & Fix). Dieses Gebäude hatte für damalige Zeit eine spektakuläre Fassade mit uniformen, ohne Ornamentalisierung verlegten Kacheln. Der junge Architekt löste mit dem kontroversen Baustil einen Skandal aus.
Portois & Fix arbeitete ab 1890 eng mit Künstlern zusammen, vor allem später mit der Wiener Werkstätte. Mit der Ausführung von Entwürfen Otto Wagners, Max Fabianis, Koloman Mosers und Josef Hoffmanns gehörten Portois & Fix um 1900 zu den Größen der „Wiener Moderne“. Um diese Zeit beschäftigt die Firma 700 Mitarbeiter. Viele Arbeiten aus dieser Zeit wurden in Kunstgewerbeausstellungen präsentiert und in Kunstgewerbezeitschriften veröffentlicht. Die Möbel der Wiener Werkstätte sind heute in verschiedenen Museen zu sehen und finden sich vielfach in Auktionshäusern.
Antons Sohn Robert Fix (1877–1945) hatte sich im Unternehmen ebenfalls als Möbeldesigner profiliert; bis zum Tode seines Vaters 1918 war er im Unternehmen tätig. Nach dem Ableben von Anton Fix hatte sich Robert der Malerei verschrieben, studierte an der Akademie der bildenden Künste in Wien und entwarf vieles. Mit dem Ende der Monarchie ging jedoch auch die Glanzzeit von Portois & Fix langsam zu Ende. Nach dem Ersten Weltkrieg produzierte das Unternehmen noch Möbel.
Die Firma Portois & Fix wurde noch jahrelang unter der Leitung von anderen Gesellschaftern geführt. Ab 1959 war das Unternehmen als Einzelfirma unter Liselotte Simon (* 2. August 1919) und ab 1974 unter der Leitung von deren Tochter Brigitte Engelhardt registriert. Die Adresse war an der Barichgasse 30 im 3. Wiener Bezirk. Das Unternehmen spezialisierte sich auf Auftragsarbeiten wie zum Beispiel das Burgtheater, Staatsoper, Parlament, Spanische Hofreitschule, Zweigstellen der Creditanstalt und weitere Banken, Augarten Porzellan, WIFI, ÖMV, ORF sowie der königlichen Palast von Amman.
Am 16. Juni 2004 wurde die Firma in eine Einzelfirma umgewandelt, heute werden allerdings nur noch Reparaturarbeiten an bestehenden Einrichtungen durchgeführt.
Im Sommer 2008 zeigte das Museum in der Österreichischen Postsparkasse in Zusammenarbeit mit dem Hofmobiliendepot eine Ausstellung zu Portois & Fix.

## Innenausstattungen vonPortois & Fix(Auswahl)
- Café-Konditorei Demel, 1., Kohlmarkt 14
- Stadtbahn-Pavillon des k.u.k. Allerhöchsten Hofes (Architektur: Otto Wagner) bei der U-Bahn-Station Hietzing, 13., Schönbrunner Schlossstraße
- Ausstattung des Schiffs Circivich Trieste
- Restaurant und Feinkostgeschäft Zum Schwarzen Kameel, 1., Bognergasse 5, nach Entwürfen von Adolf Loos
- Hauptgeschäft des Kammerjuweliers Rozet & Fischmeister, 1., Kohlmarkt 11
- Jagdschloss in Mayerling, Niederösterreich, für Kronprinz Rudolf, der 1889 dort starb
- Hauptgeschäft des Textilunternehmens E. Braun & Co., 1., Graben 8
- Café-Konditorei Gerstner, 1., Kärntner Straße 13–15
- Hotel Sacher, 1., Philharmonikerstraße 4
- Hotel Imperial, 1., Kärntner Ring 16
- Geschäft des Juweliers A. E. Köchert, 1., Neuer Markt 15
- Herrenausstatter Knize, 1., Graben 13, zusammen mit Adolf Loos
- Inneneinrichtung des Hotels Astoria, 1., Kärntner Straße 32
- Loosbar (American Bar), 1., Kärntner Durchgang 10,  zusammen mit Adolf Loos, 1909
- Hotel Metternich, Baden bei Wien, 1910[3]
- Café Bristol, Baden bei Wien, 1912[4]
- Schloss Altkettenhof in Schwechat, Niederösterreich
- Schloss Schwadorf, Niederösterreich (1926)
- Palais Salm-Vetsera, 3., Salesianergasse 11 (um 1916 abgetragen)
- Motorschiff „Oesterreich“ auf dem Bodensee, 1928